# Oasis (bevanda)
Oasis è una bevanda alla frutta non gassata della Orangina Suntory France.

## Storia
Venne lanciata nel 1966 dalla Société des eaux de Volvic. Originariamente, Oasis esisteva al solo gusto di arancia, a cui si aggiunsero più tardi le bevande all'aroma di arancia e pompelmo ed altri gusti. 
Nel 1984 il marchio venne acquisito dalla Perrier. Sei anni dopo, la Perrier vendette alla Cadbury Schweppes la Compagnie d'Exploitation des Boissons Rafraîchissantes, divisione di bevande aromatizzate fra cui Oasis, Gini e Bali. Dal 2006, Oasis è controllata in Francia, Italia e Belgio dalla Orangina Suntory France.